# Urząd Statystyczny Republiki Słowackiej
Urząd Statystyczny Republiki Słowackiej (słow. Štatistický úrad Slovenskej republiky) – urząd statystyczny znajdujący się w Bratysławie.

## Działanie
Urząd jest głównym organem Słowacji w statystyce. Celem jest gromadzenie informacji dot. gospodarki i przekazywanie ich do Eurostatu. Instytucja działa od 1 stycznia 1993 roku. Na czele urzędu stoi prezes, którego powołuje i odwołuje prezydent Słowacji. Jego kadencja trwa 5 lat. Centrala urzędu znajduje się w Bratysławie, a oddziały regionalne w: Trnawie, Nitrze, Trenczynie, Żylinie, Bańskiej Bystrzycy, Koszycach i Preszowie oraz Bratysławie.